# 23 passejos
23 passejos (títol original en anglès, 23 Walks) és una pel·lícula de comèdia romàntica i dramàtica britànica del 2020 escrita i dirigida per Paul Morrison. És protagonitzada per Alison Steadman, Dave Johns i Graham Cole. Es va estrenar el 30 de juliol de 2020 a Nova Zelanda i el 25 de setembre de 2020 al Regne Unit. S'ha doblat i subtitulat al català.

## Repartiment
- Alison Steadman com a Fern
- Dave Johns com a Dave
- Graham Cole com Jimmy
- Bob Goody com a George
- Marsha Millar com a Marcy
- Oliver Powell com a Saul
- Natalie Simpson com a Donna
- Vivienne Soan com a Chaplin
- Rakhee Thakrar com a registrador